# Rockvattnä
Rockvattnä var ett svenskt bluesrockband.
Rockvattnä, som var hemmahörande i Dorotea, bestod av Jörgen Sundqvist (sång, gitarr, flöjt), Anders Söderström (gitarr), Bengt Mikaelsson (elbas) och Henry Forsén (trummor). De utgav 1979 det självbetitlade musikalbumet Rockvattnä (Ljudbarrikaden M-L LBLP 502), vilket innehåller tung bluesrock med starkt politiska texter på svenska. Vissa låtar har dock karaktär av progressiv rock, däribland I timmerskogen och deras version av Gärdebylåten.